# Залізниця Ліверпуль — Манчестер

Відкриття залізниці Ліверпуль - Манчестер

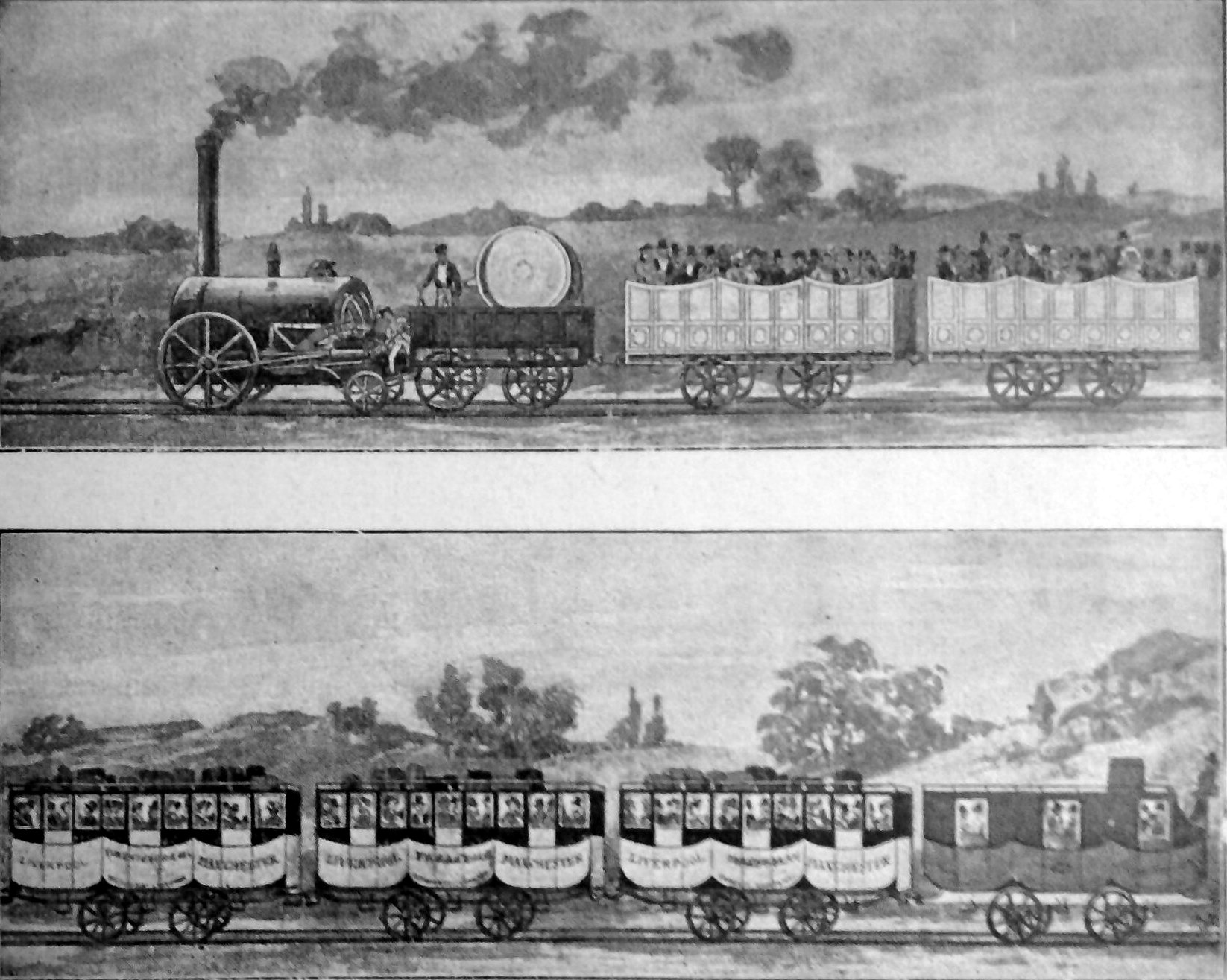
Пасажирські поїзди на залізниці Ліверпуль - Манчестер

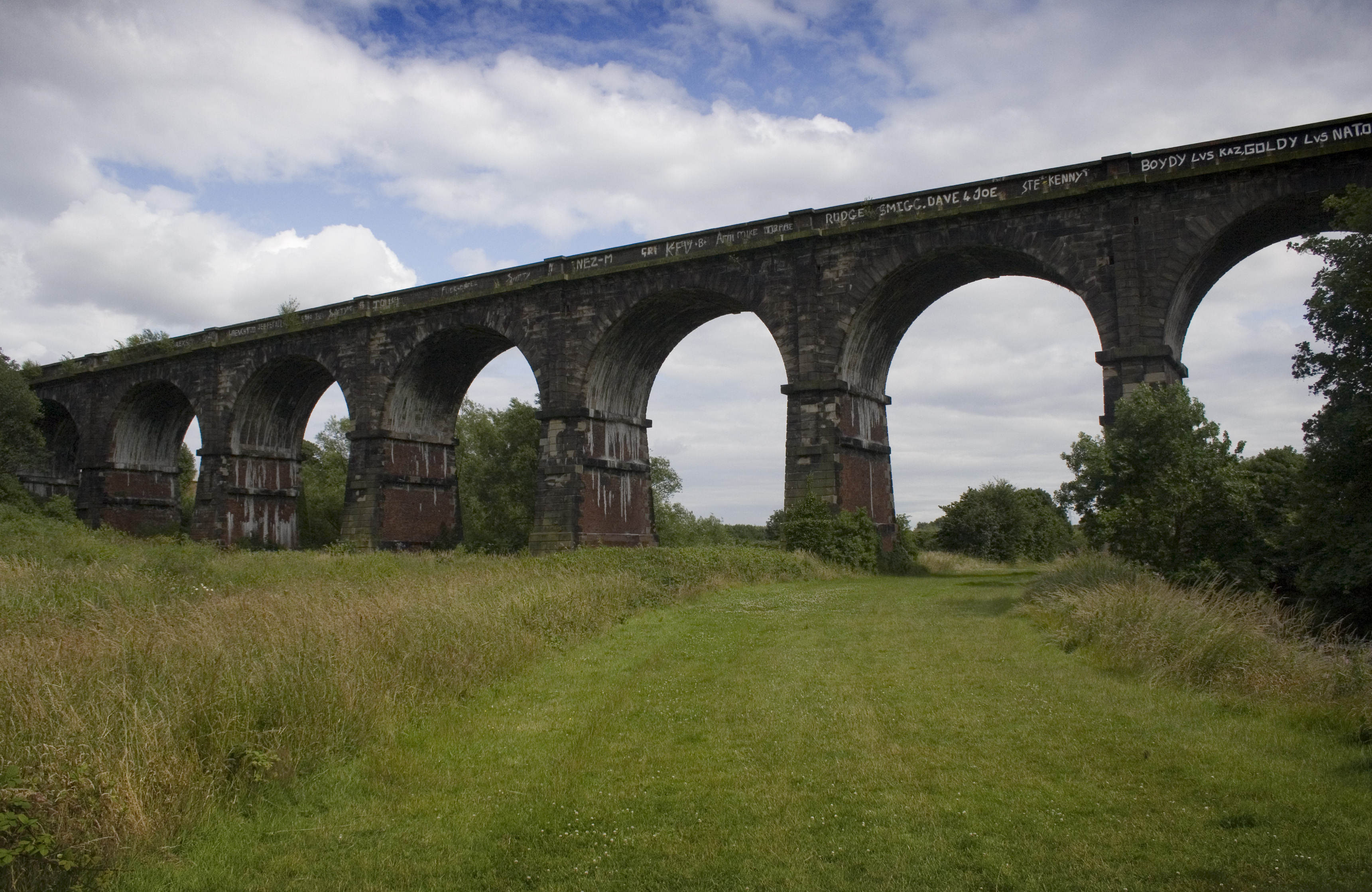
Віадук над долиною Sankey Brook

Залізниця Ліверпуль — Манчестер — перша залізниця у світі, де курсування потягів здійснювалося виключно за розкладом.
Залізниця була побудована між Ліверпулем і Манчестером для перевезення сировини і готової продукції між морським портом в Ліверпулі і Манчестером, де була велика кількість фабрик. Довжина дороги склала 56 км. Тяга поїздів на дорозі з самого початку здійснювалася паровозами, кінна тяга не застосовувалася.
Залізнична компанія для будівництва дороги була заснована 24 травня 1823 року.
15 вересня 1830 року, при відкритті дороги, депутат англійського парламенту Вільям Хаскіссон потрапив під поїзд і загинув на місці, ставши знаменитим, як перша у світі людина, яка загинула під колесами поїзда.
Інженерне забезпечення дороги було передовим для того часу. Було побудовано 64 мостів і віадуків, а також тунель довжиною 2 км. Висота віадука над долиною Sankey Brook сягала 21,3 метра.
Потяги курсували зі швидкістю 27 км/г. Локомотиви могли розвивати вищу швидкість, однак вона була обмежена з міркувань безпеки.
За перші три місяці експлуатації було перевезено 71950 пасажирів, 2630 тонн вугілля, 1432 тонн інших товарів, отриманий чистий дохід у розмірі 14432 фунтів.
Успіх цієї дороги визначив початок «залізничної лихоманки» і в наступне десятиліття були побудовані тисячі кілометрів залізниць.